# Индийская синица
Инди́йская сини́ца (лат. Machlolophus xanthogenys) — птица семейства синицевых, обитающая в Индии.

## Внешний вид
Крупная птица длиной до 13 см с широкой чёрной полосой (особенно широкой у самцов) на жёлтом фоне, проходящей от горла по груди и брюху. По бокам головы также имеются чёрные полосы, проходящие от уздечки через глаза и соединяющиеся друг с другом за ухом, от темени к плечам также проходит чёрная полоса. Большой хохол спереди чёрного, а сзади — жёлтого цвета. На чёрном лице выделяются жёлтые брови и щёки. Спина и надхвостье оливково-зелёные. На плечевых и кроющих перьях крыла по основному оливковому тону разбросаны чёрные пятна. Крыло окрашено в сочетание чёрного и светлого, характерны две белые или желтоватые полосы на второстепенных маховых. Рулевые по большей части чёрные с белыми концами, наружные — чисто-белые.
Самки и молодые птицы имеют более тусклую окраску чем у самцов. Кроме того, оперение нижней части тела становится у особей всё менее ярким при продвижении с севера на юг ареала.

## Голос
Как и другие синицы, индийская синица поёт часто. Издаваемые этой птицей звуки очень разнообразны, самым узнаваемым из них является «си-си». Песня может быть передана как «чи-чи-чи», временами напоминает поползня.

## Ареал
Индийская синица — оседлая птица Гималаев. Синицы, обитающие на полуострове Индостан, в 2005 году были выделены Памелой Расмуссен и Джоном Андертоном в отдельный вид Machlolophus aplonotus. На Шри-Ланке не встречается. Обычна в тропических лесах.

## Подвиды
У вида было описано 3 подвида, но в настоящее время индийская синица является монотипическим видом. Подвид apolontus сейчас рассматривается как отдельный вид с двумя подвидами: M. a. aplonotus (Blyth, 1847) и M. a. travancoreensis  Whistler et Kinnear, 1932.

## Образ жизни
Во время поиска корма это активные и проворные птицы. Питаются насекомыми и пауками, живущими в пологе леса, иногда фруктами.
Для гнездования использует дупла, выдолбленные дятлами или бородатками, сами выкапывают нору, либо выбирают построенные человеком жилища. В кладке обычно 3—5 белых с красными пятнышками яиц. На гнезде сидит крепко, будучи потревоженной — шипит.

## Систематика
Предполагается, что королевская синица (Parus spilonotus) наиболее близка к индийской синице, образуя надвид (в прошлом рассматривались как единый вид). Также вероятно родство с тайваньской синицей (Parus holsti). Вероятно, что эти три вида образуют отдельную эволюционную линию, в пользу чего свидетельствуют данные морфологии и анализ нуклеотидной последовательности гена цитохрома b в митохондриальной ДНК. Их можно объединить в подрод Macholophus.